# Valsa pini
Valsa pini är en svampart som först beskrevs av Alb. & Schwein., och fick sitt nu gällande namn av Elias Fries 1849. Valsa pini ingår i släktet Valsa och familjen Valsaceae.  Arten är reproducerande i Sverige. Inga underarter finns listade i Catalogue of Life.